# Rio Grande de Mindanao
Il Mindanao, noto anche come Rio Grande de Mindanao, è un fiume dell'isola filippina di Mindanao. È il secondo fiume più lungo del paese, dopo il Cagayan, e quello dal bacino idrografico più esteso. Gioca una funzione importante sia per l'agricoltura che come asse di trasporto.
La principale sorgente del Mindanao si trova sulle montagne di Impasug-ong nel Bukidnon, dove il fiume è noto con il nome di Pulangi. Assume il nome Mindanao dopo la confluenza con il Kabacan. Il fiume scorre attraverso una pianura vasta e fertile nel Mindanao Centrale prima di sfociare nel golfo di Moro.